# Cimetière majeur de Milan
Le cimetière majeur ou cimetière principal de Milan (en italien, cimitero maggiore di Milano), appelé également cimetière de Musocco, est le plus grand cimetière de Milan, d'où son nom. Il est ouvert depuis 1895.

## Situation
Le cimetière est situé au nord-ouest de la ville de Milan, en zone 8, dans le quartier de Garegnano. Il occupe une superficie de 67,8 hectares.

## Histoire
Au XIXe siècle, en raison de la rapide croissance démographique de Milan, une réorganisation approfondie des cimetières de la ville devient nécessaire. À l'époque, Milan possède un grand nombre de petits cimetières situés dans les zones périphérique mais l'urbanisation rapide provoque la fermeture de ceux-ci et la construction d'un plus étendu dans la nouvelle périphérie de la ville. Le cimetière monumental est d'abord créé en 1866, mais il devient évident qu'au moins un autre grand cimetière est nécessaire. 
Des sondages font apparaître que la zone rurale de Musocco, confinant avec Milan, possède les propriétés géologiques appropriées et après diverses querelles avec l'administration de cette commune, la construction commence en 1884 d'après le projet des architectes Luigi Mazzocchi et Enrico Brotti. 
Le cimetière ouvert en 1895 couvre à l'origine une superficie de 400 000 m2.
Les tombes d'au moins quatre cimetières désaffectés sont déplacées vers le nouveau champ de repos. Afin de faciliter l'accès à celui-ci, une ligne spéciale de tramway est créée, que, selon les témoignages, les Milanais surnomment ironiquement La Gioconda (« La joyeuse »).
Les dépouilles de nombreux personnages fascistes exécutés par les partisans lors de la chute de la République sociale italienne, sont enterrées ou ont transité par ce cimetière. Même Benito Mussolini a été enterré dans une tombe anonyme immédiatement après sa mort, puis son corps a été déplacé, pour être finalement enterré à nouveau dans sa ville natale de Predappio.

## Personnalités inhumées[2]
- Albino Volpi (1889-1939), militaire, squadriste, assassin et l'un des premiers fidèles de Mussolini
- Becky Behar (it) (1929-2009), essayiste et conférencière turque
- Gino Boccasile (1901-1952), dessinateur, peintre, graphiste, illustrateur et affichiste
- Lauro Bordin (1890-1963), cycliste et photojournaliste
- Carlo Borsani (it) (1917-1945), militaire, poète et journaliste
- Luigi Calabresi (1937-1972), commissaire de la police tué par le terrorisme
- Giuseppe Campari (1892-1933), pilote automobile
- Francesco Colombo (it) (1899-1945), militaire et personnalité fasciste
- Luciano Erba (1922-2010), poète, essayiste, critique littéraire, traducteur et professeur
- Luisa Ferida (1914-1945), actrice
- Giulio Foresti (1888-1965), pilote automobile
- Gioacchino Guaragna (1908-1971), escrimeur
- James Irvine (1958-2013), designer et professeur
- Tina Lattanzi (1897-1997), actrice et professeur
- Benito Lorenzi (1925-2007), joueur de football et entraîneur
- Primo Magnani (1892-1969), pistard
- Renato Olivieri (1925-2013), écrivain et journaliste
- Riccardo Paletti (1958-1982), pilote automobile
- Eberardo Pavesi (1883-1974), cycliste
- Alessandro Pavolini (1903-1945), journaliste, écrivain, militaire, homme politique et personnalité fasciste
- Carlo Ramous (1926-2003), artiste
- Enrico Rivolta (1905-1974), joueur de football
- Geki Russo (1937-1967), pilote automobile
- Giuni Russo (1951-2004), femme auteur, compositeur et interprète musical
- Giuseppe "Pin" / "Pinogia" Santagostino (1901-1955),  joueur de football, observateur et entraîneur
- Giorgio Scerbanenco (1911-1969), écrivain et journaliste
- Eugenio Siena (1905-1938), pilote automobile
- Ugo Sivocci (1885-1923), pilote automobile
- Osvaldo Valenti (1906-1945), acteur et militaire
- Adriano Visconti (1915-1945), aviateur militaire
- Antonino Votto (1896-1985), chef d'orchestre, pianiste et professeur

D'autres personnalités ont reposé au cimetière avant d'être transférées dans d'autres lieux :
- Benito Mussolini (1883-1945), y est enterré de 1945 à 1946
- Evita Perón (1919-1952), actrice et femme politique argentine, y repose secrètement de 1957 à 1971 sous le nom de Maria Maggi de Magistris[3]
- Clara Petacci (1912-1945), maîtresse de Benito Mussolini, y repose de 1945 à 1956[4]
- Achille Starace (1889-1945), militaire, homme politique, y repose de 1945 à 1947
- Delio Tessa (it) (1886-1939), écrivain, poète et journaliste, y repose jusqu'en 1950